# Deurne (Vlaams-Brabant)
Deurne is een dorp en deelgemeente van Diest in het noordoosten van de Belgische provincie Vlaams-Brabant. Deurne hoort zowel geografisch als volkskundig tot de Kempen. Deurne was een zelfstandige gemeente tot aan de gemeentelijke herindeling van 1977.

## Bezienswaardigheden
- De Sint-Engelbertuskerk.

## Natuur en landschap
Deurne ligt in de Zuiderkempen op een hoogte van 25-41 meter. Ten oosten van de bebouwde kom ligt het natuurreservaat Vallei van de Drie Beken.

## Demografische ontwikkeling
- Bronnen:NIS, Opm:1831 tot en met 1970=volkstellingen; 1976 = inwoneraantal op 31 december

## Mobiliteit
De voormalige gemeente had tussen 27 mei 1878 en 29 september 1957 een eigen station langs spoorlijn 17 tussen Diest en station Beringen-Mijn.

## Politiek

### Burgemeesters
Tot 1977 had Deurne een eigen gemeentebestuur en burgemeester:
| Periode | Periode     | Burgemeester                  |
| ------- | ----------- | ----------------------------- |
|         | 1800 - 1808 | Joannes Van Sweevelt          |
|         | 1808 - 1819 | Ambrosius Rutten              |
|         | 1820 - 1824 | Carolus Tielens               |
|         | 1827 - 1830 | Petrus Bernardus Van de Weyer |
|         | 1830 - 1837 | Petrus Franciscus Rutten      |
|         | 1837 - 1848 | Franciscus Seyssens           |
|         | 1848 - 1872 | Joannes Franciscus Valgaers   |
|         | 1872 - 1921 | Felix Eugenius Van de Weyer   |
|         | 1921 - 1933 | Joannes Josephus Rutten       |
|         | 1934 - 1964 | Josephus Michael Lorreyn      |
|         | 1965 - 1976 | Josephus Severijns            |

## Trivia
- Het meest noordelijke punt van de provincie Vlaams-Brabant ligt op het grondgebied van het dorp.

## Nabijgelegen kernen
Tessenderlo, Engsbergen, Meldert, Schaffen

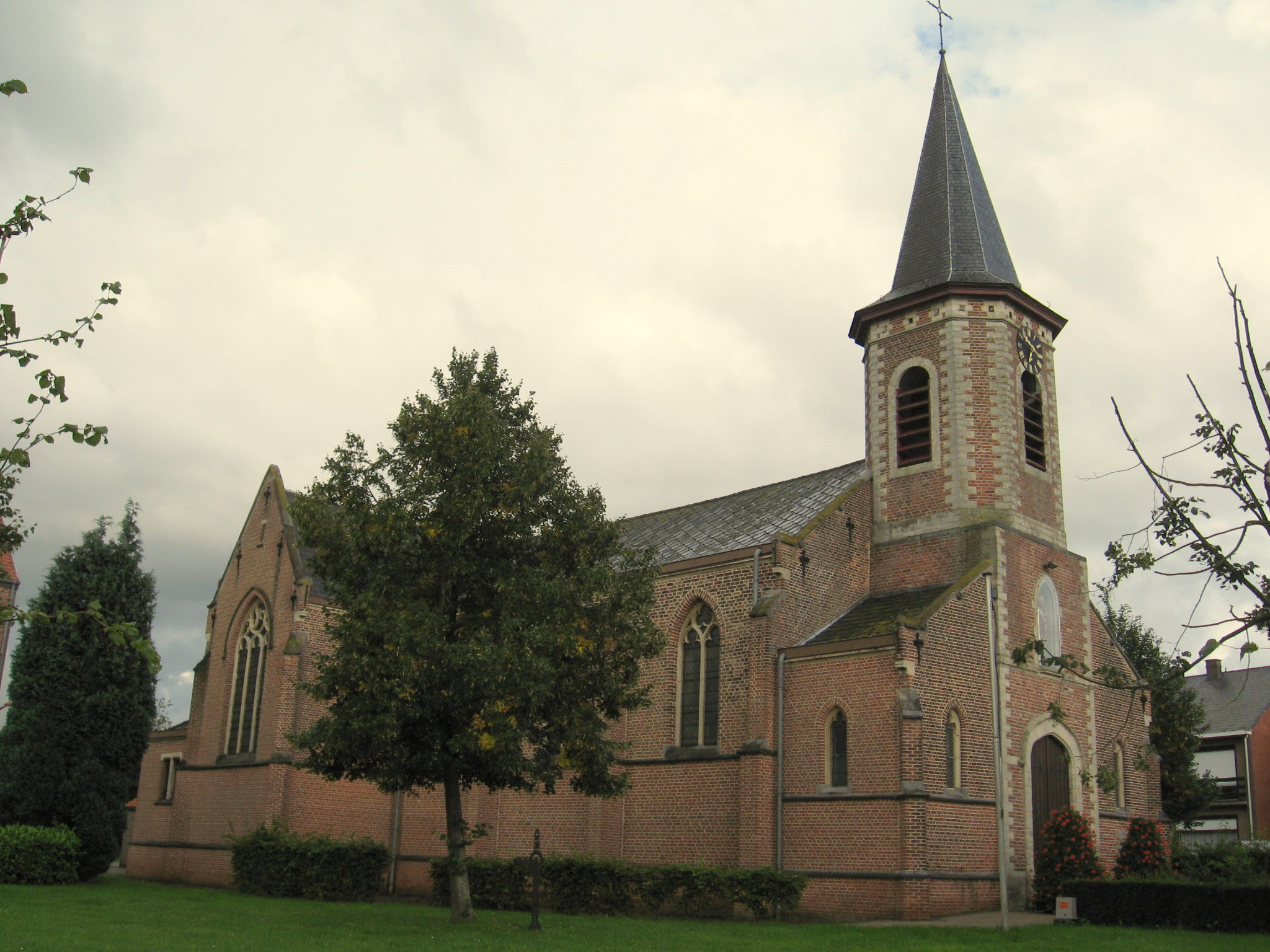
Sint-Engelbertuskerk
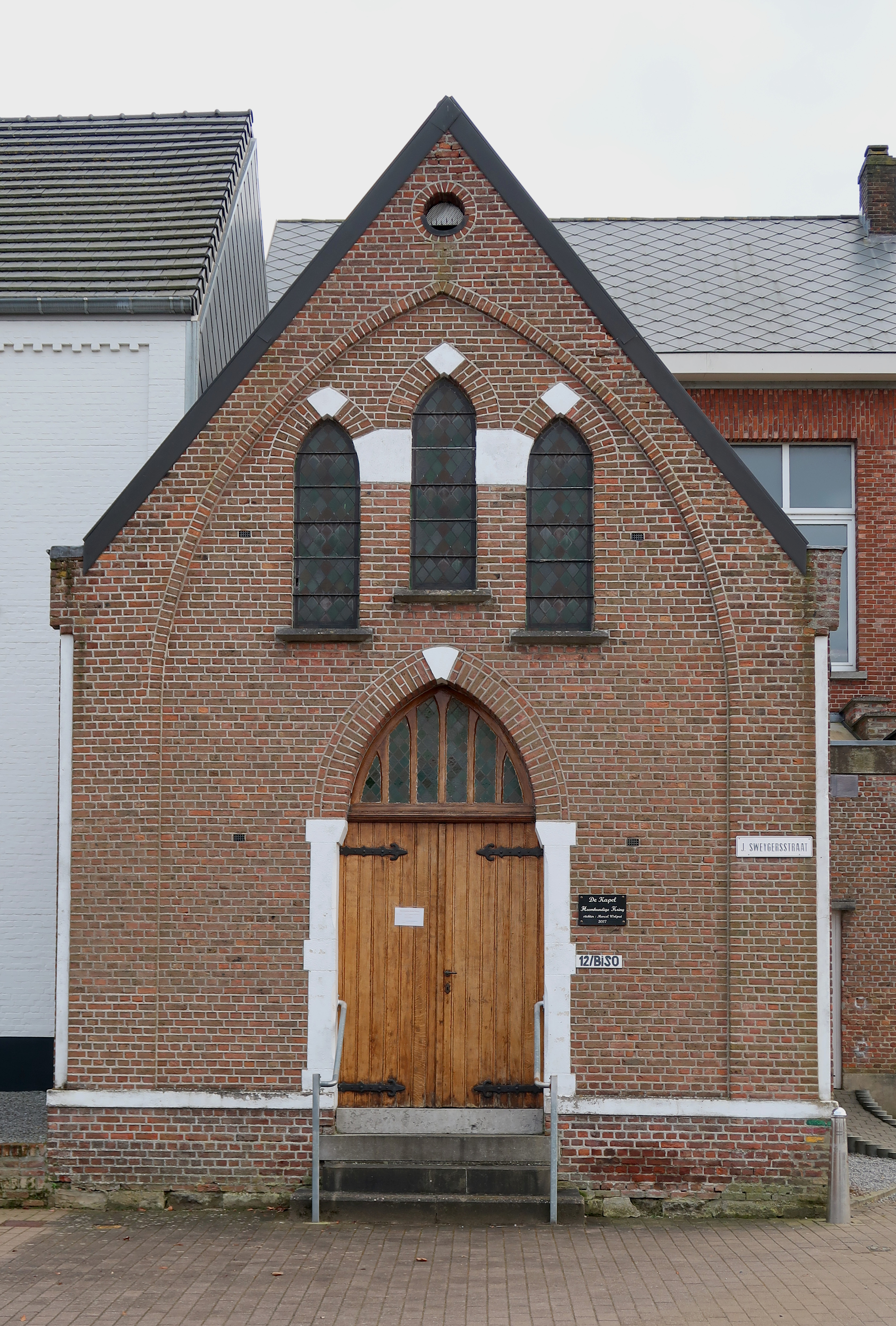
Kapel van het voormalige zustersklooster

Deelgemeenten: Deurne · Diest · Kaggevinne · Molenstede · Schaffen · Webbekom

Belgische gemeenten · Arrondissement Leuven · Vlaams-Brabant · Vlaanderen
1. ↑  (nl) Deurne to Vallei van de Drie Beken. Deurne to Vallei van de Drie Beken. Geraadpleegd op 15 februari 2024.